# Franz Klinghardt
Franz Kaspar Ludwig Klinghardt (* 24. November 1882 in Dresden; † 13. Mai 1956 in Berlin) war ein deutscher Geologe, Paläontologe und Prähistoriker.
Franz Klinghardt habilitierte sich 1914 an der Universität Greifswald. 1921 wurde er außerordentlicher Professor für Prähistorie in Greifswald. 1928 verließ er Greifswald.
1930 wurde er Direktor des Museums für Naturkunde in Berlin. Klinghardt befasste sich mit ausgestorbenen Mollusken. Die Sammlung Klinghardt des Naturkundemuseums umfasst Rudisten aus der Oberkreide.

## Schriften
- Neue Rudistenfauna aus dem Maastrichtien von Maniago (Friaul) nebst stratigraphischem Anhang. Gesellschaft naturforschender Freunde, Berlin 1921.
- Vergleichende Anatomie der Rudisten, Chamen, Ostreen. Gesellschaft naturforschender Freunde, Berlin 1922.
- Die steinzeitliche Kultur von Lietzow auf Rügen von F. Klinghardt: Die Beilformen der Lietzow-Kultur und ihre Bedeutung für die Typenentwicklung im Norden von W[ilhelm] Petzsch. L. Bamberg, 1924.
- Das geologische Alter der Riffe des Lattengebirges (Süd-Bayern). Zeitschrift der Deutschen Geologischen Gesellschaft, 91, 131–140, 1939.